# Sterlington
Sterlington – miasto w Stanach Zjednoczonych, w stanie Luizjana, w parafii Ouachita.